# Восстание Наливайко

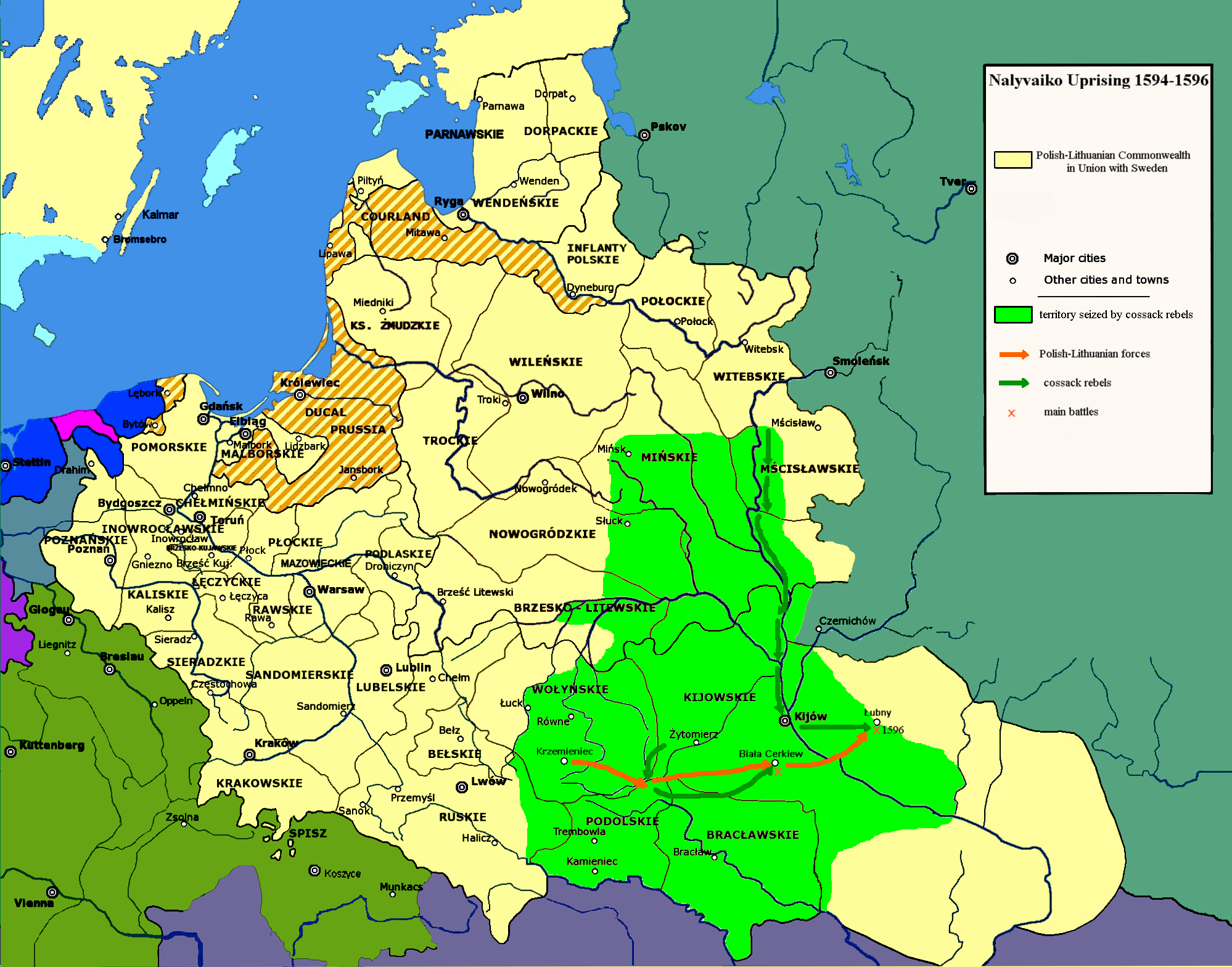
Территории, затронутые восстанием

Восстание Наливайко 1595—1596 годов — крестьянско-казацкое восстание под предводительством Северина Наливайко и Григория Лободы против власти Речи Посполитой, охватившее большие территории Западной Руси.

## Ход восстания
В июне 1594 года после возвращения с отрядом казаков из похода в Молдавию против турок, Северин Наливайко призвал запорожцев выступить против польского владычества на русских землях Речи Посполитой. К повстанцам присоединился отряд казаков, возглавляемых Григорием Лободой. В октябре повстанческое движение охватило всю Брацлавщину, Киевщину и Волынь. Казацкое войско, насчитывавшее 12 тысяч человек, захватило Киев, Гусятин, Канев, Бар, Луцк и другие города. Осенью 1595 года повстанцы двинулись на Волынь. Баркулабовская летопись сообщает, что в ноябре 1595 года отрядами Наливайко был захвачен Могилёв, множество зданий было разрушено, многие жители убиты. В конце 1595 года и в начале 1596 года антипольское движение вспыхнуло также в Подолье и частично в Галиции. В Белоруссию на помощь восставшим двинулся казацкий отряд во главе с гетманом Матвеем Шаулой.
В декабре 1595 года польское правительство направило на подавление восстания войска под командованием Станислава Жолкевского. В конце января 1596 года Наливайко с небольшим отрядом в 1500 человек отступил на Волынь, а оттуда в Белую Церковь. Там отряды Наливайко, Шаулы и Лободы соединились и в битве под Белой Церковью разбили передовые части шляхетского войска. В урочище Острый Камень около Триполья днём позже состоялась ещё одна битва. После неё повстанцы отступили к Лубнам, однако путь к дальнейшему отступлению был отрезан новыми хоругвями Короны.
Весной 1596 года повстанцы оказались окружёнными превосходящими силами польского войска. Завязалось сражение, получившее известность под именем Солоницкий бой. После почти двухнедельной обороны казаков Жолкевский пообещал реестровцам, возглавляемым Григорием Лободой, амнистию в случае сложения оружия. Узнав о переговорах казацкой старшины с Жолкевским, повстанцы заподозрили Лободу в измене и убили его. Позже часть старшины 28 мая 1596 схватила Наливайко, Шаулу и других предводителей восстания и выдала их полякам. Во время переговоров польское войско внезапно напало на казацкий лагерь. Тысячи повстанцев вместе с жёнами и детьми были убиты. Лишь небольшой отряд казаков во главе с К. Кремпским сумел вырваться из окружения и отступить на Запорожье. Наливайко и шестеро других предводителей восстания были отправлены в Варшаву, где они 11 апреля 1597 года после жестоких мучений были казнены.